# (29807) 1999 CR99
A (29807) 1999 CR99 a Naprendszer kisbolygóövében található aszteroida. A LINEAR projekt keretében fedezték fel 1999. február 10-én.